# Faro della Vittoria

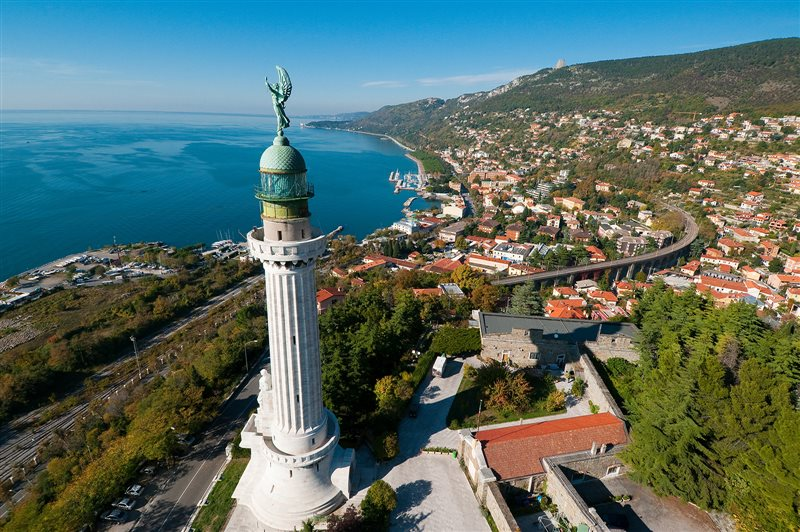
Faro della Vittoria aan de Golf van Triëst, Italië

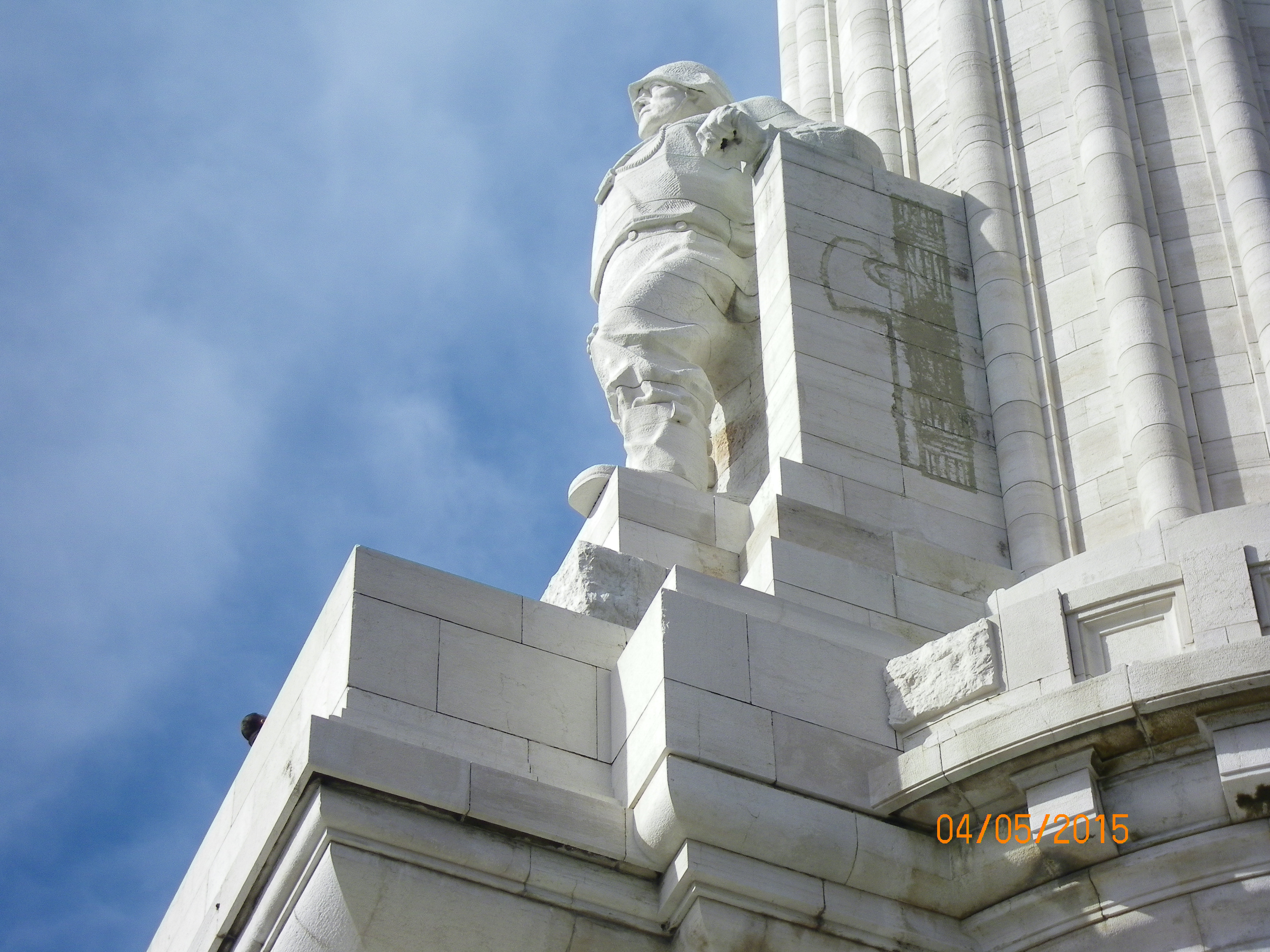
Onbekende Matroos

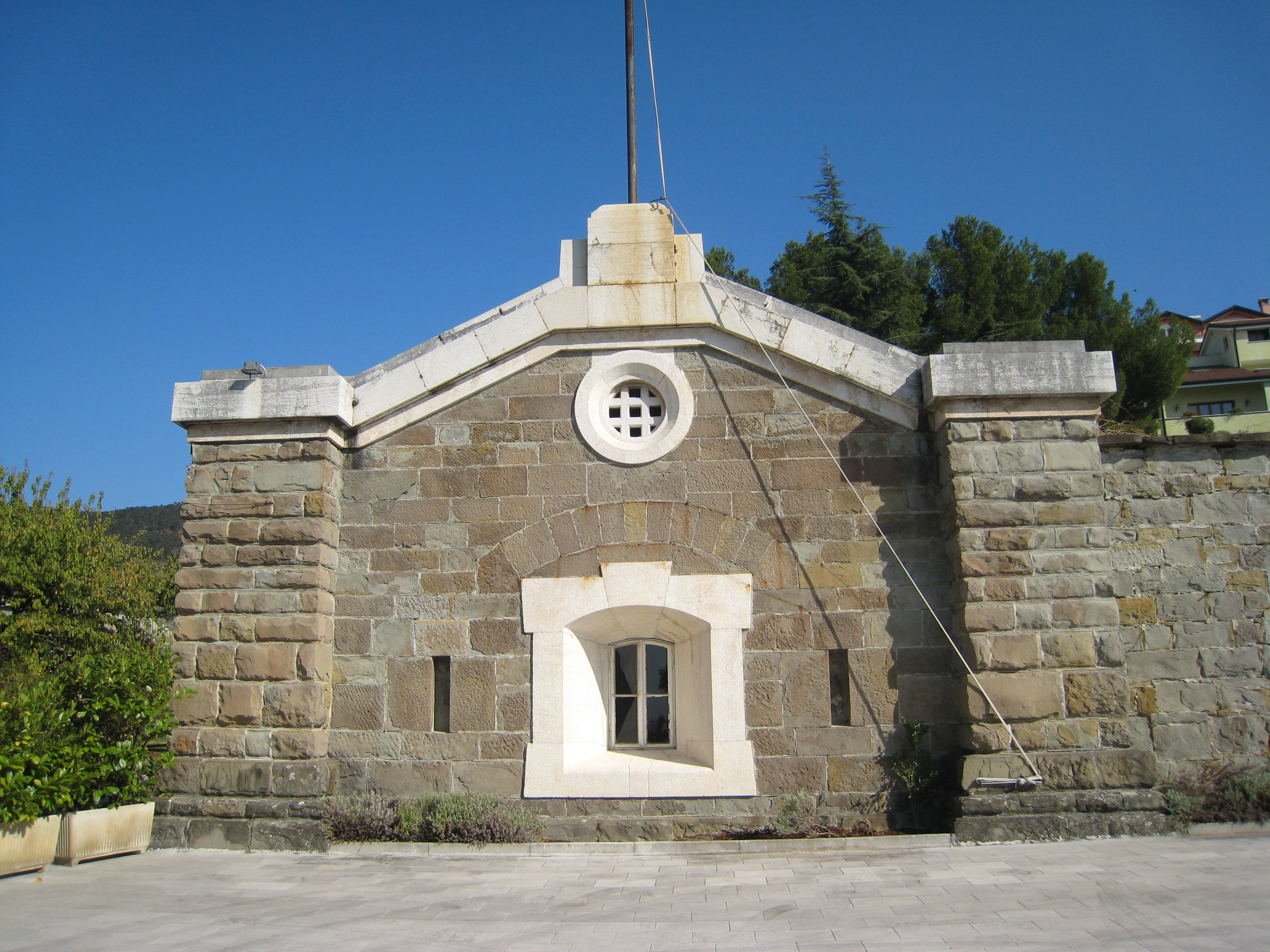
Overblijfsel van Fort Kressich, van het Oostenrijks-Hongaarse bestuur

De Faro della Vittoria (1927) is zowel een vuurtoren als een monument voor de Eerste Wereldoorlog. Deze staat in Triëst, een Noord-Italiaanse stad in de regio Friuli-Venezia Giulia. De Faro della Vittoria staat aan de kustlijn van de Adriatische Zee bovenop de belangrijkste vestingtoren van een oud fort, Fort Kressich. Dit fort was in de 19e eeuw een bolwerk van Oostenrijk-Hongarije ter verdediging van de haven van Vrije rijksstad Triëst maar evengoed ter onderdrukking van haar inwoners. Het beeld stelt dan ook de glorie van Italië voor, bovenop de vergane glorie van Oostenrijk dat moest capituleren in de Eerste Wereldoorlog.

## Naam
Faro della Vittoria in het Italiaans betekent Vuurtoren van de Overwinning.

## Beschrijving
De Faro della Vittoria is bijna 68 meter hoog en bevindt zich met de top 128,85 meter boven de zeespiegel. De vuurtoren schijnt tot 35 mijl in zee. Bovenop de toren staat een koepel in brons.
Op de bronzen koepel staat een bronzen standbeeld van de Gevleugelde Overwinning of Vittoria Alata. Het is van de hand van Giovanni Mayer, een beeldhouwer uit Triëst, en Giacomo Sebroth, een metaalgieter. Het overwinningsbeeld geeft het typische silhouet van de vuurtoren in de Golf van Triëst. Om bestand te zijn tegen windstoten is het aan het voeteinde gemonteerd op een lange stalen buis die in de vuurtoren steekt. De vleugels zijn met openingen gemaakt om minder wind te vangen.
Op de sokkel van de vuurtoren staat het stenen beeld van de Onbekende Matroos. Het standbeeld is 8,6 meter hoog. De belangrijkste steenhouwer was Regolo Salandini. Het beeldt een matroos uit van de Koninklijke Vloot van Italië, ook Regia Marina genoemd. De man tuurt in de zee en draagt een zuidwester.
Onderaan de sokkel hangt het anker op van de Audace, een torpedobootjager van Italië. Het was het eerste oorlogsschip van het koninkrijk Italië in de haven van Triëst.
Tegen de grond hangt een ketting en staan er twee projectielen; dit alles is afkomstig van het Oostenrijks-Hongaars oorlogsschip Viribus Unitis. De Italiaanse vloot liet dit schip zinken in de haven van Pula (1918).

## Historiek
De architect van de Faro della Vittoria was Arduino Berlam (1880-1946). Berlam kreeg de dubbele opdracht een nieuwe vuurtoren te bouwen bovenop de ruïne van het fort alsook de overwinning te eren van het koninkrijk Italië in de Eerste Wereldoorlog. Hij kreeg de opdracht in 1919. Het project kende een belangrijk financieringsprobleem. Het was architect Berlam zelf die een actie op gang zette om fondsen aan te trekken. Hij trok met zijn plannen naar banken en ondernemingen en gaf speeches voor burgers; hij richtte zich zelfs tot emigranten in New York die afkomstig waren uit Triëst. In 1923 kon Berlam aankondigen dat, met hulp van de regering in Rome, de financiering rond was. Het nodige bedrag van 5,265 miljoen lire was opgehaald.
Aan de Faro della Vittoria werd gewerkt van 1923 tot 1927. Op 24 mei 1927 huldigde koning Vittorio Emanuele III het oorlogsmonument met vuurtoren in.